# Анисимов, Николай Иванович (легкоатлет)
Николай Иванович Анисимов (род. 21 января 1957) — советский легкоатлет, чемпион Чувашии в беге на 3000 м с препятствиями (1981—1982), мастер спорта СССР по лёгкой атлетике (1982), заслуженный тренер Чувашской Республики (1998), заслуженный тренер России (2001), кандидат биологических наук (2011), доцент (2009).

## Биография
Окончил факультет физического воспитания Чувашского государственного педагогического института (1979). Работал тренером-преподавателем в Новочебоксарских детских спортивных школах и в училище олимпийского резерва.
Воспитал двукратную чемпионку мира, участницу двух Олимпийских игр (2000 и 2004) Ольгу Егорову. Тренер легкоатлетической сборной команды России на 28-х Олимпийских играх (2004).
С 2011 председатель спортивного клуба Чувашского государственного педагогического университета.

## Награды
- Почетная грамота Чувашской Республики за высокие достижения в спорте (2000)[3]
- Медаль ордена «За заслуги перед Чувашской Республикой»